# Bill Talbert
William Franklin „Bill“ Talbert (* 4. September 1918 in Cincinnati, Ohio; † 28. Februar 1999) war ein US-amerikanischer Tennisspieler.

## Karriere
Er gewann vier Mal die amerikanischen Tennismeisterschaften im Doppel (1942, 1945, 1946 und 1948) und stand fünf weitere Male im Endspiel (1943, 1944, 1947, 1950 und 1953). Auch bei den französischen Meisterschaften war er 1950 im Doppel erfolgreich.
Im Einzel erreichte er 1944 und 1945 jeweils das Endspiel der amerikanischen Tennismeisterschaften in Forest Hills.
Im Jahr 1967 wurde er in die International Tennis Hall of Fame aufgenommen.